# Johnny Unitas
John Constantine „Johnny“ Unitas (* 7. Mai 1933 in Pittsburgh, Pennsylvania; † 11. September 2002 in Lutherville-Timonium, Maryland) war ein US-amerikanischer American-Football-Spieler auf der Position des Quarterbacks. Er spielte 17 seiner 18 Jahre in der National Football League (NFL) für die Baltimore Colts und gewann mit ihnen den Super Bowl V. Unitas gilt als einer der besten Quarterbacks der NFL-Geschichte und wurde 1979 in die Pro Football Hall of Fame gewählt.

## Herkunft
Unitas Familie ist aus Litauen in die USA eingewandert. Sein Vater Leon war Kohlenhändler und starb, als Unitas vier Jahre alt war (nach anderen Quellen starb er, als Johnny fünf Jahre alt war). Seine Mutter Helen war daraufhin gezwungen in einer Abendschule einen Buchhaltungskurs zu besuchen, um das Geschäft der Familie übernehmen und ihn und seine drei Geschwister ernähren zu können. Nebenbei arbeitete sie noch als Buchhalterin in einem anderen Unternehmen – Unitas wuchs in ärmlichen Verhältnissen auf. Er spielte bereits auf der High School in seiner Geburtsstadt American Football, allerdings nicht auf der Position eines Quarterbacks. Erst eine Verletzung des Starters auf dieser Position zwang seine Mannschaft dazu ihn als Quarterback einzusetzen. Innerhalb einer Woche musste er sich in die Rolle einarbeiten und löste dieses Problem mit Bravour. Seine körperliche Entwicklung sprach allerdings zunächst nicht dafür, dass er als Profisportler Karriere machen würde. Nach der High School suchte er um ein Stipendium nach, wurde aber von verschiedenen Colleges abgelehnt, bzw. schaffte die Aufnahmeprüfung nicht. Erst ein College in Kentucky bot ihm ein Stipendium an.

## Spielerlaufbahn

### College
Johnny Unitas, Nickname: „The Golden Arm“ spielte College Football für die University of Louisville in Kentucky. Bereits während seiner Collegezeit von 1951 bis 1954 zeigte er seine herausragenden Fähigkeiten als Quarterback. Während seines vier Jahre anhaltenden Studiums erzielte er für die Louisville Cardinals mit 245 Pässen insgesamt 2912 Yards Raumgewinn und erzielte 27 Touchdowns. Football war zu dieser Zeit noch durch das Laufspiel geprägt. Runningbacks versuchten durch Läufe die gegnerische Defense zu überwinden. Der Quarterback hatte überwiegend die Aufgabe nach dem Beginn des Spielzuges den Ball an den Runningback weiterzugeben, der den Ball möglichst weit nach vorne trug. Die Fähigkeit von Unitas die gegnerische Defense mittels präzisem Passspiel zu überwinden, sorgte für eine Bereicherung im Angriffsspiel. Für die heutige Zeit mögen die statistischen Werte, die Unitas erzielte, als mager erscheinen; damals waren es herausragende Werte. Mehr und mehr wurde Passspiel zu einer dominierenden Angriffswaffe.
Die athletischen Fähigkeiten von Unitas hatten sich derart gut entwickelt, dass er mehrfach auch auf anderen Spielerpositionen eingesetzt wurde, so zum Beispiel als Punter oder als Linebacker.
Unitas Laufbahn am College verlief allerdings nicht vollkommen ungestört. 1952 wurden die akademischen Anforderungen am College erhöht. Die Cardinals verloren 15 Spieler, die diesen nicht entsprachen. Unitas dachte über einen Wechsel des Colleges nach, da er durch die Schwächung der Mannschaft sein Ziel, Profispieler zu werden, als gefährdet ansah. Unitas konnte allerdings davon überzeugt werden, diesen Schritt zu unterlassen, er blieb in Louisville. Im Jahr 1954 machten ihm zudem zahlreiche Verletzungen zu schaffen, zeitweise verlor er dadurch seine Position als Starter.

### NFL
Unitas Profikarriere begann schleppend. 1955 wurde er von den Pittsburgh Steelers in der neunten Runde des NFL Drafts 1955 ausgewählt. Die relative späte Wahl durch die Steelers war wohl auch darauf zurückzuführen, dass der damalige Head Coach der Mannschaft, Walt Kiesling, von den Fähigkeiten Unitas nicht überzeugt war. Er hielt ihn für zu dumm, um Spielzüge zu behalten. Hinzu kam, dass die Steelers lediglich einen dritten Quarterback gesucht hatten und diese Position dann mit Ted Marchibroda besetzten. Unitas bestritt nie ein Spiel für die Steelers. Er fand zunächst in dem halbprofessionellen Team der Blommfield Rams einen Arbeitgeber und verdiente nur sechs Dollar pro Spiel. Das Verhalten von Kiesling wurde zwar vom Teambesitzer der Steelers, Art Rooney, missbilligt, aber trotzdem akzeptiert. Er wünschte jedoch Unitas persönlich, dass er zum größten Quarterback aller Zeiten wird.
Der Head Coach der Baltimore Colts, Weeb Ewbank, suchte 1956 einen zweiten Quarterback für sein Team. Er stieß auf Johnny Unitas, der sich noch das Fahrgeld leihen musste, um bei den Colts ein Probetraining ableisten zu können. Unitas konnte in dem Probetraining überzeugen und unterschrieb einen Profivertrag in Baltimore. Nach dem vierten Spiel ersetzte er aufgrund einer Verletzung von George Shaw diesen auf der Position des Spielmachers. Sein erster Pass war allerdings eine Interception, aus der sein Gegenspieler einen Touchdown erzielte.
Nach diesem Fehlstart überzeugte Unitas allerdings durch seine souveräne Spielgestaltung, seinen starken Wurfarm und seine Fähigkeit, in der Schlussphase ein bereits verloren geglaubtes Spiel noch zu drehen. In 206 Spielen für die Colts erzielte er 287 Touchdowns durch Pässe und 13, indem er mit dem Ball selbst in die gegnerische Endzone lief. Johnny Unitas war auch verantwortlich für die Einführung der sogenannten No-Huddle-Offense. Dabei wird der Spielzug nicht vom Quarterback vor Spielbeginn in einer Spielerversammlung bekannt gegeben, sondern direkt an der Line of Scrimmage von ihm ausgerufen. Am 28. Dezember 1958 lagen die Colts 17:14 im NFL Championship Game 1958 gegen die New York Giants zurück. Es waren noch 116 Sekunden zu spielen, als Unitas seinen Mitspielern mitteilte, dass er ab sofort seine Spielzüge direkt an der Line of Scrimmage mitteilen würde. Er wollte so wertvolle Spielzeit sparen. Den Colts gelang der Ausgleich, sie gewannen durch einen Touchdown von Alan Ameche das Spiel dann in der Verlängerung mit 23:17. Unitas hatte durch Passspiel einen Raumgewinn von 340 Yards erzielt, Raymond Berry konnte einen seiner Pässe zu einem Touchdown verwerten. Das Spiel gegen die Giants im Jahr 1958 gilt als das beste Footballspiel aller Zeiten (The Greatest Game ever Played).
1959 gelang ihm mit seiner Mannschaft erneut der Gewinn der NFL-Meisterschaft. Noch mal wurden die New York Giants geschlagen, diesmal mit 31:16. Erneut gelang Unitas eine überragende Leistung. Er erzielte mit seinen Pässen einen Raumgewinn von 264 Yards, einen Ball konnte er selbst in die gegnerische Endzone tragen, zwei seiner Pässe wurden von Lenny Moore und Jerry Richardson zu Touchdowns verwertet.
Im Jahr 1964 zog Unitas mit den Colts zum dritten Mal ins Finalspiel der NFL ein. Seine Mannschaft musste sich aber mit 27:0 den Cleveland Browns geschlagen geben. Kurz vor dem Zusammenschluss von American Football League (AFL) und National Football League (NFL) gelang den Colts der Einzug in den Super Bowl III. Zuvor hatten sie die Cleveland Browns im NFL-Endspiel mit 34:0 besiegt. Unitas war zu diesem Zeitpunkt nur Ersatzquarterback hinter Earl Morrall. Die Colts verloren gegen die New York Jets aus der American Football League um Quarterback Joe Namath mit 16:7. Das Spiel ging in die Geschichte des Footballsports ein, da Namath vor Spielbeginn den Sieg seiner Mannschaft gegen den Favoriten in der Öffentlichkeit garantiert hatte.
Im Super Bowl V gelang es 1971 dann auch Unitas einen Super Bowl zu gewinnen. Die Colts hatten mittlerweile in die American Football Conference gewechselt und trafen nach einem 27:17-Sieg über die Oakland Raiders im AFC Championship Game auf die Dallas Cowboys aus der National Football Conference unter ihrem Head Coach Tom Landry. Diese wurden mit 16:13 geschlagen. Unitas gelang dabei mit einem Pass auf John Mackey sein einziger geworfener Touchdown in einem Super Bowl.
Nach einer weiteren Spielzeit bei den Colts wechselte Unitas zu den San Diego Chargers, beendete dann aber nach nur einer Saison seine Karriere. Während seiner Laufbahn erzielte Unitas in 18 Spielzeiten in der Regular Season 290 Touchdownpässe bei 253 Interceptions. Durch Pässe erzielte er einen Raumgewinn von 40.239 Yards. Seine statistischen Erfolge nehmen noch heute in den Rekordbüchern der NFL vordere Positionen ein. So wurde sein Rekord mit den meisten Spielen in Folge mit einem Touchdownpass (aufgestellt zwischen 1956 und 1960) erst nach über 50 Jahren von Drew Brees 2012 gebrochen. Zudem erzielte er während seiner Profilaufbahn zahlreiche NFL Jahresbestleistungen.

## Ehrungen

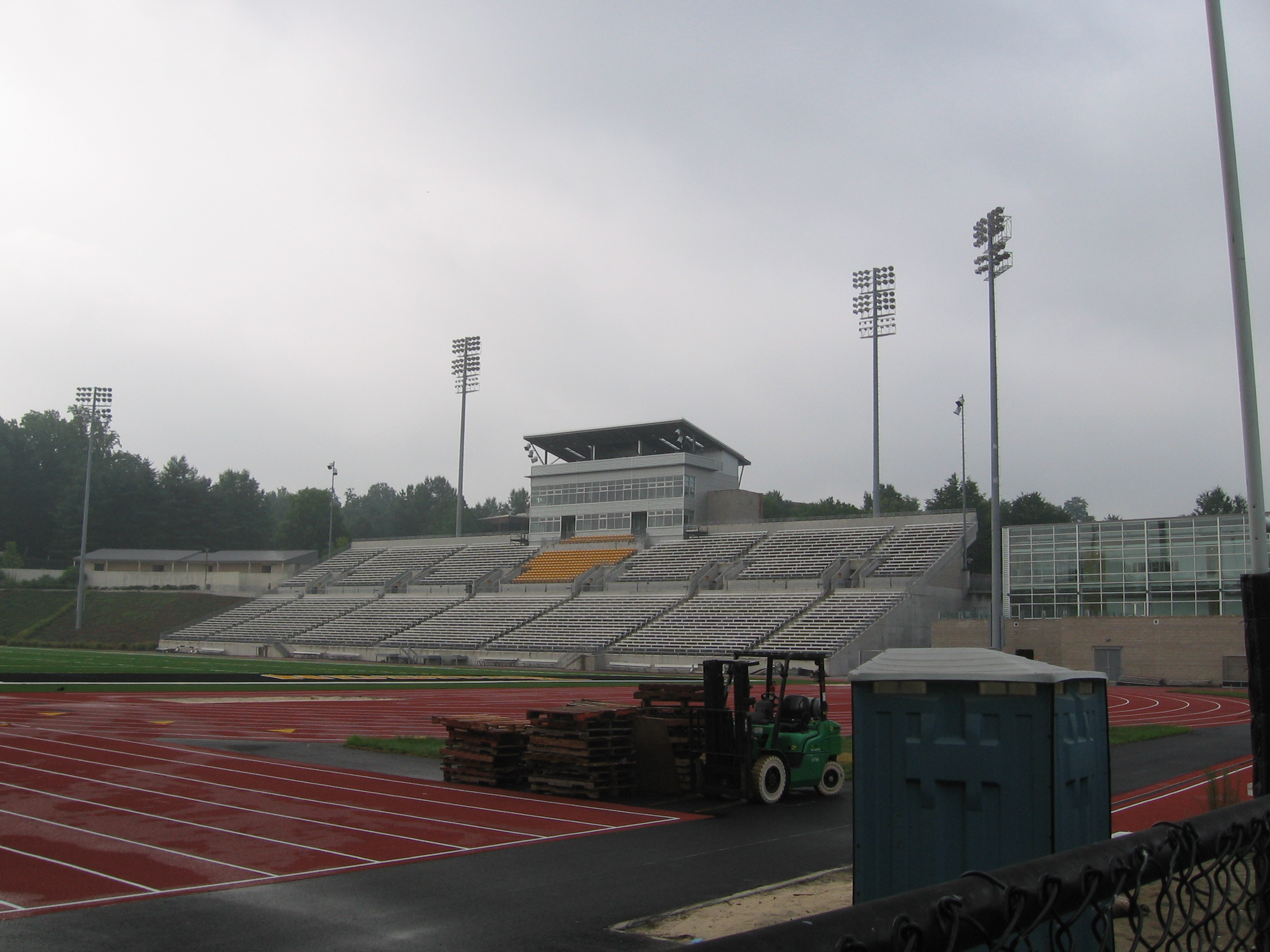
Johnny Unitas Stadion

Unitas spielte zehnmal im Pro Bowl und wurde 1959, 1960 und 1963 jeweils zum besten Spieler des Spiels (MVP) gewählt. Er ist Mitglied im National Football League 75th Anniversary All-Time Team, im National Football League 1960s All-Decade Team, in der Kentucky Athletic Hall of Fame und in der Pro Football Hall of Fame. In den Jahren 1959, 1964 und 1967 wurde er zum NFL Most Valuable Player gewählt. Die Towson University, in der Nähe von Baltimore gelegen, benannte ihr Stadion nach Johnny Unitas. Die Baltimore Ravens ehren ihn auf dem Ring of Honor.

## Nach der Karriere
Unitas war zweimal verheiratet und hatte acht Kinder. Er lebte in Reno, Nevada. Nach seiner Karriere arbeitete er in der Wirtschaft und betätigte sich mit einer eigenen Firma als Berater für diverse große Firmen. Ferner war er auch als Moderator für das Fernsehen tätig und trat immer wieder in kleineren Filmrollen auf, so zum Beispiel in dem Film An jedem verdammten Sonntag.
Darüber hinaus war Unitas stark sozial engagiert und förderte junge Footballspieler. Er starb an einem Herzinfarkt. Bis zu seinem Tod litt er stark unter den Verletzungen und den körperlichen Verschleißerscheinungen, die er durch seine sportliche Karriere erlitten hatte. Johnny Unitas ist auf dem Dulaney Valley Memorial Gardens in Timonium, Maryland, beerdigt.